# Silurus triostegus
Silurus triostegus es una especie de peces de la familia Siluridae en el orden de los Siluriformes.

## Distribución geográfica
Se encuentra en el Irak.